# Foreign Correspondent
Foreign Correspondent is een Amerikaanse spionage/thrillerfilm van Alfred Hitchcock uit 1940. De hoofdrollen worden vertolkt door Joel McCrea, Laraine Day en Herbert Marshall. De film is gebaseerd op Vincent Sheeans politieke memoir Personal History (1935), waarvan de filmrechten door Walter Wanger werden gekocht voor 10.000 dollar. Het verhaal is fictie, maar sluit nauw aan bij de toenmalige actualiteit van de dreigende uitbraak van de Tweede Wereldoorlog in Europa.
De film was een van de twee films van Hitchcock die genomineerd werd voor een Oscar voor beste film.

## Verhaal

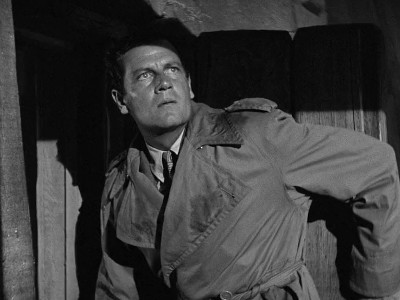
Joel McCrea als "Huntley Haverstock", buitenlandse correspondent.

De redacteur van de New York Globe maakt zich zorgen over de “crisis” in Europa; met name de toenemende macht van Adolf Hitler en het feit dat geen enkele buitenlandse journalist een goed antwoord kan krijgen over de vraag of er nu wel of niet oorlog komt. Hij geeft Johnny Jones de opdracht als buitenlandse correspondent voor de krant naar Europa te gaan in de hoop dat hij wel uitsluitsel kan geven. Johnny zal zijn verhalen publiceren onder het pseudoniem "Huntley Haverstock".
Jones’ eerste opdracht is een interview regelen met Stephen Fisher, leider van een vredesbijeenkomst. Jones zal hem ontmoeten op een feestje ter ere van de Nederlandse diplomaat Van Meer. Op weg naar het feest ziet Jones Van Meer toevallig in een auto stappen die hem naar het feest zal brengen, en besluit Van Meer eerst zelf te interviewen. Van Meer stemt toe en nodigt Jones zelfs uit met hem mee te rijden zodat hij het interview onderweg kan afnemen. Op het feest ontmoet Jones Fishers dochter, Carol. Even later verdwijnt Van Meer op mysterieuze wijze, volgens Fisher omdat hij naar een politieke conferentie in Amsterdam moet. Jones gaat hier ook heen.
Op de conferentie wordt Van Meer neergeschoten ten overstaan van een groot publiek, door een man vermomd als fotograaf. Jones achtervolgt de schutter samen met Carol en een andere journalist genaamd Scott ffolliott (die opzettelijk zijn achternaam niet met een hoofdletter schrijft als eerbetoon aan een vermoorde voorouder). De achtervolging brengt het drietal naar een molen. Terwijl Carol en ffolliott hulp gaan halen, doorzoekt Jones de molen. Hier loopt hij tot zijn verbazing Van Meer tegen het lijf; levend en wel. De man die op de conferentie werd vermoord was een dubbelganger. Van Meer blijkt echter gedrogeerd en is niet in staat Jones iets te vertellen. Wanneer de moordenaar/ontvoerder van Van Meer Jones’ aanwezigheid ontdekt, is deze gedwongen te vluchten. Tegen de tijd dat Carol en ffolliott met de politie arriveren, zijn de ontvoerders er al met Van Meer vandoor in een vliegtuig.
Later die avond wordt Jones zelf doelwit van twee spionnen verkleed als agenten. Hij vermoedt echter op tijd dat de twee geen echte agenten zijn en vlucht naar Carols kamer. Samen met haar en ffolliott ontvlucht hij het hotel en neemt een boot naar Engeland. Onderweg vraagt hij haar ten huwelijk. In Engeland begeven ze zich naar het huis van Carols vader. Hier ontmoet Jones een man die hij herkent als een van de mannen uit de windmolen. Fisher wijst Jones een bodyguard toe als beschermer, maar deze blijkt ook bij de schurken te horen. Hij probeert Jones te vermoorden door hem van de toren van Westminster Cathedral te duwen, maar Jones stapt op tijd opzij en de bodyguard maakt zelf een fatale val.

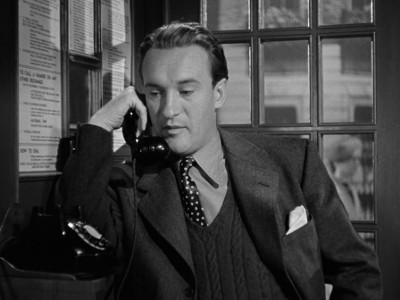
George Sanders als "Scott ffolliott"

Jones en ffolliott vermoeden door dit alles dat Fisher een verrader is. De twee beramen een plan om hem te ontmaskeren. Jones neemt Carol mee naar een huis op het platteland, terwijl ffolliott Fisher wijsmaakt dat ze ontvoerd is om hem zo te dwingen de locatie van Van Meer te onthullen. Carol en Jones krijgen echter onenigheid. Door een misverstand denkt Carol dat Jones niet echt van haar houdt en haar slechts in bed wil krijgen voordat ze getrouwd zijn. Ze keert vroegtijdig terug naar Londen, waardoor het opzetje van ffolliott mislukt. Fisher beseft dat ffolliott slechts blufte.
Ffolliott volgt Fisher naar een hotel, waar Van Meer ook blijkt te zijn. De laatste wordt hardhandig ondervraagd over informatie die Fisher en zijn organisatie willen hebben. ffolliott en Jones slagen erin Fisher en zijn bende af te leiden, zodat ze Van Meer kunnen bevrijden. Hij wordt in een coma naar een ziekenhuis gebracht.
Ondertussen hebben Frankrijk en Engeland nazi-Duitsland de oorlog verklaard. Fisher en Carol vluchten naar Amerika in een Boeing 314. Fisher bekent aan zijn dochter wat hij gedaan heeft, maar het kan Carol weinig schelen. Ze is nog altijd in de veronderstelling dat Jones niet van haar houdt. Jones voegt zich even later bij vader en dochter en heldert het misverstand op. Niet veel later wordt het vliegtuig door een Duits schip neergeschoten en stort neer in zee. De overlevenden klampen zich vast aan de vleugels, die blijven drijven. Deze kunnen echter niet alle passagiers dragen, dus pleegt Fisher zelfmoord door onopvallend in zee te verdwijnen zodat er genoeg plek vrij is voor iedereen. De overlevenden worden niet veel later opgepikt door het Amerikaanse schip de Mohican. Deze brengt hen terug naar Londen.
Op het eind van de film sturen Carol en Jones een radiobericht naar Amerika over dat de oorlog uitgebroken is, terwijl men op de achtergrond bommen op Londen hoort vallen.

## Rolverdeling
| Acteur            | Personage                            |
| ----------------- | ------------------------------------ |
| Joel McCrea       | Johnny Jones / Huntley Haverstock    |
| Laraine Day       | Carol Fisher                         |
| Herbert Marshall  | Stephen Fisher                       |
| George Sanders    | Scott ffolliott                      |
| Albert Bassermann | Van Meer                             |
| Robert Benchley   | Stebbins                             |
| Edmund Gwenn      | Rowley                               |
| Eduardo Ciannelli | Mr. Krug                             |
| Harry Davenport   | Mr. Powers                           |
| Martin Kosleck    | Tramp                                |
| Frances Carson    | Mrs. Appleby                         |
| Ian Wolfe         | Stiles                               |
| Charles Wagenheim | Assassin                             |
| Kolom2=           |                                      |
| Eddie Conrad      | Latvian                              |
| Charles Halton    | Bradley                              |
| Barbara Pepper    | Dorine                               |
| Emory Parnell     | Captain John Martin of "The Mohican" |
| Roy Gordon        | Mr. Brood                            |
| Gertrude Hoffman  | Mrs. Benson                          |
| Marten Lamont     | Captain of clipper plane             |
| Barry Bernard     | Steward on plane                     |
| Holmes Herbert    | Commissioner Folliptt                |
| Leonard Mudie     | McKenna                              |
| John Burton       | English announcer                    |
| Louis Borel       | Captain Lawson                       |

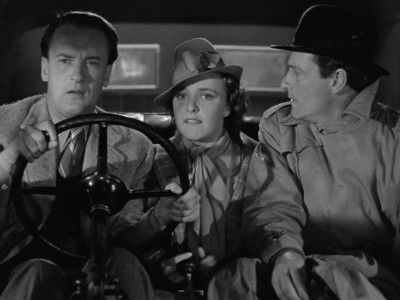
George Sanders, Laraine Day en Joel McCrea.

Hitchcock heeft een Cameo (gastoptreden) in de film in de scène waarin Joel McCrea Van Meer voor het eerst ziet in de straten van Londen. In deze scène loopt Hitchcock langs terwijl hij een krant leest.
Albert Basserman was Duits en sprak ten tijde van de opnames geen Engels. Hij moest al zijn zinnen fonetisch leren.

## Achtergrond

### Productie

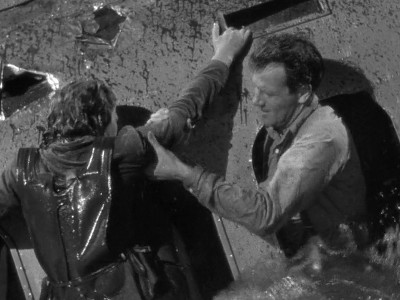
De vliegramp

Producer Walter Wanger kocht reeds in 1935 de rechten op Vincent Sheean's memoir Personal History. Aanvankelijk wilde hij dat de verfilming van dit memoir zo getrouw mogelijk zou zijn aan het origineel, maar nadat meerdere pogingen om dit te realiseren op niets uitdraaiden, stond hij toe dat er een paar grote veranderingen zouden worden aangebracht. In totaal werkte een team van een ongebruikelijk groot aantal schrijvers vijf jaar lang aan het scenario, voordat Wanger eindelijk tevreden was. De schrijvers die aan de film meewerkten zijn Robert Benchley, Charles Bennett, Harold Clurman, Joan Harrison, Ben Hecht, James Hilton, John Howard Lawson, John Lee Mahin, Richard Maibaum, en Budd Schulberg. Hiervan worden echter alleen Bennett, Benchley, Harrison, en Hilton op de aftiteling van de uiteindelijke film vermeld.
Tegen de tijd dat het scenario was voltooid, was Alfred Hitchcock naar Hollywood gekomen en had nu een contract bij David O. Selznick. Hij kreeg daarom de film toegewezen. Hitchcock hield er niet van te moeten werken onder de strakke voorwaarden van Selznick. Hij wilde Gary Cooper en Joan Fontaine de hoofdrollen geven, maar Cooper was niet geïnteresseerd in een thriller en Selznick wilde Fontaine niet inhuren. Cooper gaf naderhand toe dat hij een vergissing had gemaakt door de rol te weigeren.
De werktitels van de film waren "Personal History" en "Imposter". De productie begon op 18 maart 1940 en werd aanvankelijk afgerond op 5 juni dat jaar. Opnames vonden onder andere plaats in de Goldwyn Studios in West-Hollywood, en op locatie in Los Angeles en Long Beach. Nadat de productie was voltooid, bezocht Hitchcock nog eenmaal Engeland. Op 3 juli stuurde hij bericht naar Hollywood dat Londen elk moment gebombardeerd kon worden door de Duitsers. Dit inspireerde Ben Hecht om de film nog een epiloog te geven waarin dit ook gebeurt. Dit nieuwe einde werd op 5 juli gefilmd.
De scène waar de film het best om herinnerd wordt, is die waarin het vliegtuig met Carol en Fisher aan boord wordt neergeschoten en in zee stort. In 1972 gaf Hitchcock in een gesprek met Dick Cavett enkele details vrij over hoe de scène was opgenomen. De scène bestaat uit stock footage van een luchtstuntshow, waarbij een vliegtuig laag over het water vloog. Dit werd geprojecteerd op een scherm van rijstpapier, met daarachter twee grote watertanks. Door op het juiste moment het papier te laten scheuren en het water over het beeld te laten lopen, werd het effect dat het vliegtuig in zee lijkt te storten bereikt.
Hitchcock maakte sterk gebruik van visuele beelden om de dramatische ondertoon van de film te benadrukken. In de scène waarin McCrea zijn hotel uitvlucht, brandt hij zijn handen aan het neonbord met de naam van het hotel. Hierdoor vallen twee letters uit zodat het bord de tekst 'HOT EUROPE' weergeeft. Dit sloot aan op het thema van oorlog in Europa. Ook is in de molen een afbeelding van Adolf Hitler verwerkt in het hout, als teken van Hitchcock aan het publiek wie de werkelijke schurk is

### Ontvangst
Foreign Correspondent opende op 16 augustus 1940 in de Amerikaanse bioscopen, een week voordat Duitsland daadwerkelijk Londen begon te bombarderen, en op 11 oktober dat jaar in het Verenigd Koninkrijk. De film werd goed bezocht en over het algemeen geprezen door de recensenten. Toch zagen sommigen de film als niet meer dan een groots opgezette B-film.
Op Rotten Tomatoes scoort de film 94% aan goede beoordelingen.

## Prijzen en nominaties

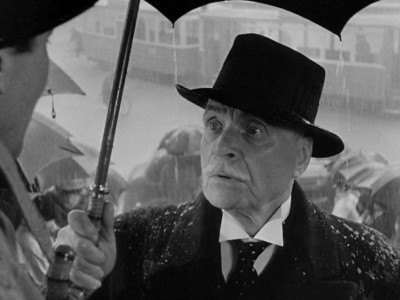
Albert Basserman (als "Van Meer") werd genomineerd voor de Academy Award voor beste mannelijke bijrol.

In 1941 werd Foreign Correspondent genomineerd voor zes Academy Awards, maar won er geen:
- Beste film
- Beste originele scenario - Charles Bennett, Joan Harrison
- Beste mannelijke bijrol - Albert Bassermann
- Beste cinematografie, zwart-wit - Rudolph Maté
- Beste Art Direction, zwart-wit - Alexander Golitzen
- Beste effecten - Paul Eagler (fotografisch), Thomas T. Moulton (geluid)